# Classe P400
La classe P400, in un primo tempo denominata classe Super PATRA, è una classe di pattugliatori della Marine nationale francese costruite presso la Constructions mécaniques de Normandie e commissionate tra il 1986 e il 1988. La loro missione è di effettuare operazioni di polizia al largo della zona economica esclusiva (ZEE) francese. La classe P400 appartiene al tipo Vigilante 400 di CMN.

## Storia
Per rispondere ai bisogni risultanti dalla creazione ZEE di 200 miglia nautiche, la Marine nationale lancia nel 1981 un programma di 10 pattugliatori da 400 t., destinati a sostituire La Combattante da 230 t., immessa in servizio attivo nel 1963, e le 4 navi rapide della classe Trident (PATRA), commissionate nel 1976-1977. Le P400 erano all'origine progettate in due versioni : una armata con i missili Exocet MM38 e l'altra in versione da servizio pubblico con un equipaggio ridotto a 16 uomini. Nessuna di queste due versioni fu prodotta, la Marine nationale scelse una versione intermedia, senza missili e con un equipaggio di una trentina di persone.
Queste navi sono durante il loro servizio attivo posizionate nei territori d'oltremare francesi (DOM/TOM) dove esse conducono delle missioni di sorveglianza e sicurizzazione della ZEE. Esse svolgono anche delle missioni nel quadro di accordi tra la Francia e altri paesi, tipicamente in rinforzo a eserciti stranieri o in missioni umanitarie.
Sei di esse sono state disarmate tra il 2009 e il 2013, due delle quali (La Rieuse e La Tapageuse) sono state vendute, rispettivamente al Kenya nel 2011 e al Gabon nel 2014. Le quattro rimanenti erano dislocate in Nuova Caledonia (La Moqueuse e La Glorieuse) e nella Guyana francese (La Capricieuse e La Gracieuse). Queste ultime due navi sono state dismesse nel 2017 e sostituite dalle due navi della classe La Confiance.
Nel corso della loro vita operativa, le navi P400 sono state leggermente modificate per delle ragioni tecniche (in particolare con l'aggiunta di due ciminiere), conducendo all'appesantimento delle navi, il loro tonnellaggio avvicina le 500 t. a pieno carico, rispetto al 400 del loro nome.

## Sostituzione
La Marine nationale immagina la successione delle navi P400 con il programma di navi di sorveglianza e intervento marittimo (BATSIMAR), con il quale prevede delle navi semplici e robuste di un maggiore tonnellaggio, con per obiettivo una migliore tenuta in mare, una più grande autonomia e la capacità di imbarcare un elicottero. Esse devono rispondere ai bisogni in materia di lotta contro il traffico di droga, contro la pirateria e i terroristi operanti in mare.

A questo proposito, le Constructions mécaniques de Normandie proposero La Vigilante 1400 CL 78 di 1.400 t. e la DCNS il pattugliatore OPV 90 L'Adroit (P725). In attesa di queste navi, gli avvisi della classe d'Estienne d'Orves sono alleggeriti (con il ritiro dei missili Exocet, in particolare) e rimpiazzeranno temporaneamente le P400,.

Al maggio 2012, alcun programma di sostituzione è avviato.
Nel 2014 si prevede: la consegna di 2 pattugliatori a debole pescaggio adatti alle acque dalla Guyana francese costruiti dalla Socarenam della classe PLG nel 2016 e la consegna di 4 navi multi-missione da destinare alle Antille francesi, a La Réunion, alla Nuova Caledonia e alla Polinesia francese della classe d'Entrecasteaux nel 2015-2016.

I nuovi pattugliatori d'altura di sorveglianza e di intervento (BATSIMAR) saranno consegnati a partire dal 2024, al ritmo di due unità all'anno.

## Unità
| N°                                                              | Nome                                   | Ingresso in servizio | Disarmo           | Note                                       |                  |
| Marine nationale                                                | Marine nationale                       | Marine nationale     | Marine nationale  | Marine nationale                           | Marine nationale |
| --------------------------------------------------------------- | -------------------------------------- | -------------------- | ----------------- | ------------------------------------------ | ---------------- |
| P682                                                            | L'Audacieuse                           | 10 settembre 1986    | 26 maggio 2011    | al cimitero navale di Landévennec dal 2011 |                  |
| P683                                                            | La Boudeuse                            | 25 luglio 1986       | 26 maggio 2011    | demolita a Le Havre nel 2015               |                  |
| P684                                                            | La Capricieuse                         | 26 settembre 1986    | giugno 2017       | disarmo previsto nel 2017                  |                  |
| P685                                                            | La Fougueuse                           | 19 febbraio 1987     | 26 settembre 2009 | al cimitero navale di Landévennec dal 2009 |                  |
| P686                                                            | La Glorieuse                           | 25 marzo 1987        |                   | disarmo previsto nel 2020                  |                  |
| P687                                                            | La Gracieuse                           | 17 luglio 1987       | 2017              | disarmo previsto nel 2017                  |                  |
| P688                                                            | La Moqueuse                            | 16 maggio 1987       |                   | disarmo previsto nel 2020                  |                  |
| P689                                                            | La Railleuse                           | 25 marzo 1987        | 12 giugno 2012    | al cimitero navale di Landévennec dal 2012 |                  |
| P690                                                            | La Rieuse                              | 13 giugno 1987       | 1º giugno 2011    | venduta al Kenya nel 2011                  |                  |
| P691                                                            | La Tapageuse                           | 24 febbraio 1988     | 22 novembre 2013  | venduta al Gabon nel 2014                  |                  |
| Marine nationale (Gabon)                                        |                                        |                      |                   |                                            |                  |
| General D'Armee Ba Oumar (Super PATRA) class large patrol boats |                                        |                      |                   |                                            |                  |
| P07                                                             | Général Ba Oumar                       | 6 agosto 1988        |                   |                                            |                  |
| P08                                                             | Colonel Djoué Dabany                   | 14 settembre 1990    |                   |                                            |                  |
| P09                                                             | Capitaine de vaisseau Bivigou Nziengui |                      |                   | ex La Tapageuse (P691)                     |                  |
| Kenya Navy                                                      |                                        |                      |                   |                                            |                  |
| P3134                                                           | KNS Harambee II                        | 2011                 |                   | ex La Rieuse (P690)                        |                  |

Navi simili
- 3 navi della classe Vigilante 200 sono state costruite dalla CMN nel 1980-1981 per l'Armada Nacional (Uruguay), esse sono più piccole (41,5 metri per 190 t. a pieno carico) e sono più veloci (28 nodi).[13]

- 3 navi della classe Al Bushra (55,2 metri per 500 t. a pieno carico e 23 nodi di velocità massima) sono state costruite dalla CMN nel 1994-1995 per l'Al-Bahriyya al-Malikiyya al-‘Umāniyya dell'Oman; si tratta di una versione della classe Vigilante 400 CL54.[14]

- 27 navi della classe Macaé (55,6 metri per 500 t. a pieno carico e 21 nodi di velocità massima) sono in corso di costruzione dal 2006 per la Marinha do Brasil dall'Indústria Naval do Ceará (INACE) e da Estaleiro Ilha (EISA); si tratta di una versione costruita su licenza della classe Vigilante 400 CL54.[15]